# Sufat Chol
Sufat Chol (br: Tempestade de Areia) é um filme de drama israelita de 2016 dirigido e escrito por Elite Zexer. Foi selecionado como representante de seu país ao Oscar de melhor filme estrangeiro em 2017.

## Elenco
- Lamis Ammar - Layla
- Ruba Blal - Jalila
- Hitham Omari - Suliman
- Khadija Al Akel - Tasnim
- Jalal Masrwa - Anwar